# FC Alania Vladikavkaz
FC Alania Vladikavkaz (rusă Футбольный клуб «Алания» Владикавказ) este un club de fotbal din Vladikavkaz, Rusia. 

## Istoric
Format în 1921, clubul a trebuit să aștepte anul 1960 pentru a intra în competiția națională sovietică, la nivelul diviziei a doua. Câștigătoare a acestei competiții în 1969, a ajuns astfel în elită în sezonul 1970, dar nu a reușit să rămână acolo. Apoi a petrecut anii 1970 și 1980 în diviziile inferioare înainte de a reveni în primul eșalon în 1991.
În anii care au urmat formării campionatului rus în 1992, Alania s-a remarcat ca una dintre cele mai bune echipe ale sale, fiind vice-campioană în primul sezon, apoi campioană la sfârșitul sezonului 1995. Clubul a intrat ulterior într-un declin îndelungat care s-a încheiat cu o retrogradare în 2005. Problemele financiare au făcut apoi ca echipa să ajungă în a treia divizie. S-a întors apoi în elită în 2010, înlocuind pe FC Moscova (din motive financiare) în Prima Ligă Rusă, însă pentru un singur sezon. În anul următor, Alania a ajuns în finala Cupei Rusiei. La începutul anului 2014, a intrat din nou în faliment și a fost încă o dată retrogradată în divizia a treia.
În mare parte din anii următori, Alania a rămas în diviziile inferioare. După ce a fost cumpărat de omul de afaceri Vladimir Guriev în 2019, clubul a revenit în divizia secundă.
Culorile tradiționale ale clubului sunt tricoul galben și roșu cu pantaloni albi. Evoluează din anii 1960 în stadionul Spartak, cu o capacitate de 32.464 de locuri.

## Performanțe
Prima Ligă Rusă
- Campioană (1): 1995
- Vice-campioană (2): 1992, 1996

Cupa Rusiei la fotbal
- Finalistă (1): 2010–11

Prima Ligă Sovietică
- Campioană (2): 1969, 1990

Liga Națională de Fotbal a Rusiei
- Vice-campioană (1): 2011–12

Liga a Doua Sovietică / Liga a Doua Rusă
- Campioană (2): 1983, 2006[5]
- Vice-campioană (2): 1966, 1982